# Cementerio de La Plata
El cementerio municipal de La Plata es un cementerio de la ciudad de La Plata, capital de la Provincia de Buenos Aires. Está ubicado en el barrio Altos de San Lorenzo en el vértice sur de la ciudad, entre las calle 131, 135, 137, 72, 74 y 76. Fue habilitado en 1887 para reemplazar al antiguo Cementerio de Tolosa. Su trazado, galería de nichos y pórtico de acceso fueron diseñador por el ingeniero Pedro Benoit, quien también diseñó varios de los edificios públicos de la ciudad. El 15 de julio de 2018 fue declarado Patrimonio Histórico y Arquitectónico por la Ordenanza Municipal 11672 y es presentado como un Museo a Cielo Abierto o Cementerio Museo.

## Descripción e historia
La construcción del cementerio de La Plata comenzó en diciembre de 1886, siendo inaugurado el 1 de febrero de 1887, por intermedio de un decreto del Poder Ejecutivo de fecha 19 de enero de 1887. Le corresponde el diseño al ingeniero Pedro Benoit, quien replicó en el trazado de la necrópolis las características de la ciudad de La Plata: calles ortogonales, diagonales, plazas y plazoletas. También, al igual que la ciudad, las calles del cementerio están profusamente arboladas: podemos encontrar arces, tilos, plátanos, abetos,  falsos abetos, cipreses, cedros, ficus, enebros, fresnos y sauces, entre otros.
Existen variados estilos arquitectónicos en las bóvedas familiares, incluyendo el neoclásico, neogótico, art nouveau (en su variante de modernismo catalán), art decó, y neoegipcio.
Sobre avenida 131 se erige la galería de nichos principal, que en calle 74 tiene el portón de acceso diseñado por Benoit. Es de estilo neoclásico con columnas de orden dórico. Fue demolida parcialmente en 1979 para edificar nichos, oficinas administrativas y servicios generales.
El casco fundacional alberga en la actualidad más de 10.700 bóvedas y panteones, cuyo sector se divide en 17 secciones designadas alfabéticamente desde la A hasta la R, excluidas las letras E y Ñ. Hay también más de 2.000 tumbas en el anexo Cementerio Israelita, ubicado sobre la avenida 72. Además de bóvedas comunales y familiares, el cementerio cuenta con nichos en los muros perimetrales y en el Panteón. Los restos de miles de personas más se hallan en el osario general. 
En 1986 el Cementerio de La Plata fue declarado parte del patrimonio arquitectónico de la ciudad, a través del decreto municipal 695 y la ordenanza 6485. Desde 2018 también cuenta con una declaratoria a nivel provincial, ya que el sector de bóvedas fue declarado Patrimonio Cultural y Monumento Histórico de la provincia de Buenos Aires por la Legislatura provincial.

## Personalidades sepultadas en el Cementerio de La Plata

Mapa de bóvedas y panteones. En la plaza central, Florentino Ameghino.

### Artistas
- Abraham Giovanola: escultor italiano, autor del Monumento a la Primera Junta (demolido), el águila del Monumento alla fratellanza en Plaza Italia y la estatua de Giuseppe Garibaldi en la villa homónima.
- Chany Mallo: actriz argentina.
- Ernesto Riccio: pintor.
- José Speroni: pintor gauchesco.
- Faustino Brughetti: pintor y músico, fundador de la Academia de Bellas Artes de La Plata.
- Gerónimo Podestá: actor y empresario.
- "Pepe" Podestá: artista circense, creador del circo criollo.
- Pablo Podestá: actor, cantor, escultor, acróbata y pintor.
- Héctor Omar Civilotti: cantor de tango.
- José Gola: actor.
- Juan Cruz Mateo: músico de tango, colaboró en varias películas con Carlos Gardel.
- Oscar Keller: mago e ilusionista argentino.
- Mario Castiglione: director teatral, productor y actor. Casado con la vedette Moria Casán.

### Escritores
- Alberto Mendióroz: poeta.
- Augusto Mario Morello: jurista y académico que renovó el derecho procesal civil.
- Almafuerte: poeta, periodista y maestro.
- Ana Emilia Lahitte: escritora argentina.
- David Kraiselburd: escritor, periodista, abogado y director del Diario El Día.
- Emilio Coutaret: arquitecto, ingeniero y pintor.
- Francisco López Merino: poeta.
- Francisco Timpone: político, periodista, poeta y escritor tradicionalista. Fundador de la Agrupación Bases y propulsor del Día de la Tradición.
- Manuel Puig: escritor, conocido por sus novelas Boquitas Pintadas, El beso de la mujer araña y Pubis angelical.
- María Dhialma Tiberti: escritora argentina.
- Matías Behety: periodista y poeta uruguayo.
- Matilde Alba Swann: escritora, poetisa y abogada.
- Pedro Delheye: poeta.
- Ricardo Maliandi: escritor y filósofo.
- Roberto Themis Speroni: novelista y poeta.

### Científicos

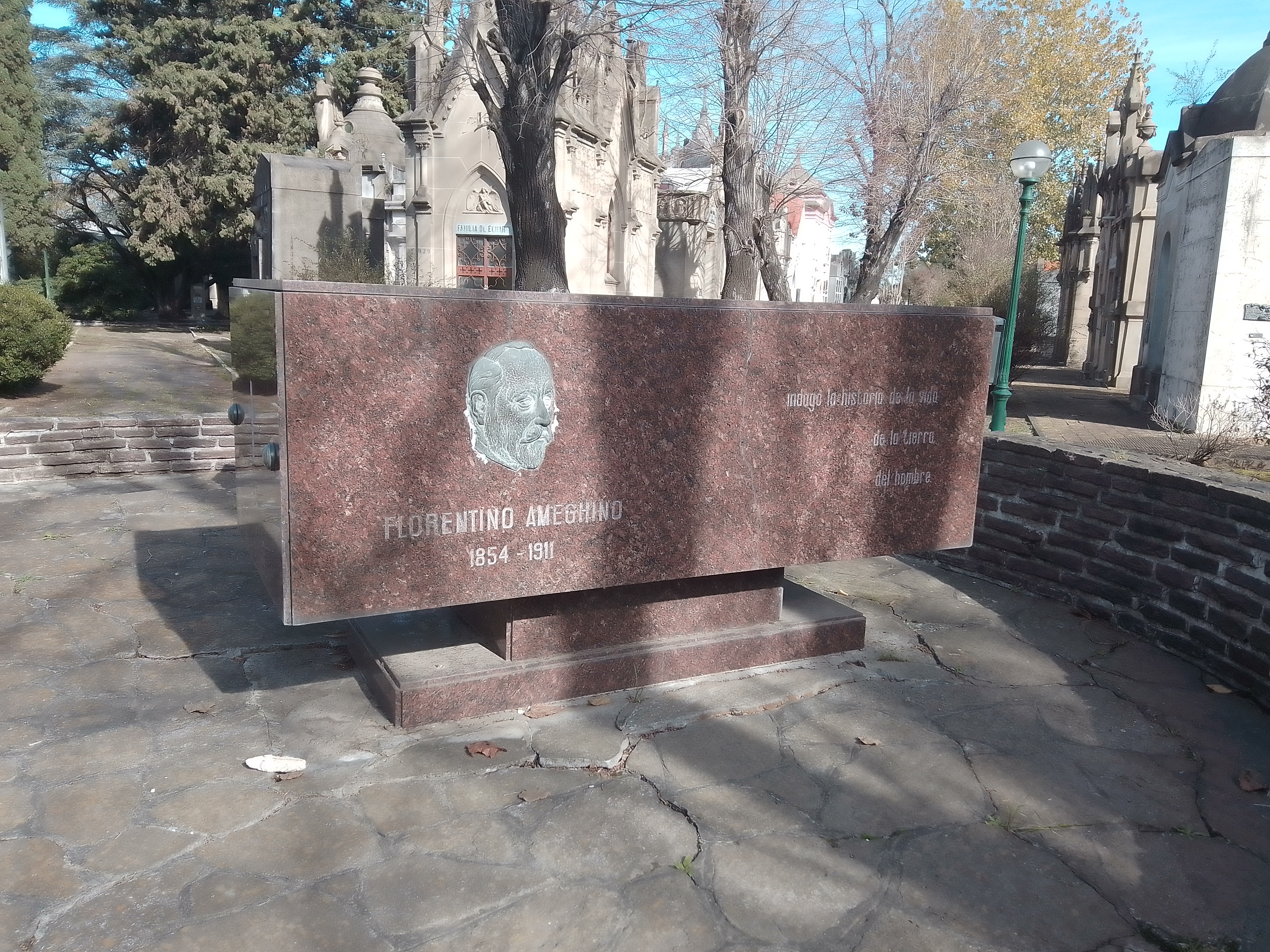
Sepultura de Florentino Ameghino (f. 1911) ubicada en la plaza central del cementerio.

- Sepultura de Florentino Ameghino (f. 1911) ubicada en la plaza central del cementerio.Alberto Rex González: arqueólogo, antropólogo y médico, especializado en el estudio de las culturas precolombinas que se desarrollaron en Argentina.
- Ana Manganaro: botánica, y zoóloga argentina. Trabajó en acarología.
- Ángel Cabrera Latorre: zoólogo, paleontólogo y naturalista del Museo de La Plata.
- Bernhard Dawson: astrónomo, director del Observatorio Astronómico de La Plata y primer presidente de la Asociación Argentina de Astronomía.
- Bernardo Eliseo Manzino: médico y filántropo.
- Carlos Spegazzini: naturalista, botánico y micólogo.
- Carolina Etile Spegazzini: farmacéutica, botánica y doctora en química.
- Clodomiro Griffin: primer decano y fundador de la Facultad de Ciencias Veterinarias.
- David Grinfeld: médico.
- Dolores López Aranguren: escritora y paleontóloga argentina.
- Rafael Grinfeld: médico.
- Emil Hermann Bose: físico alemán.
- Enrique Herrero Ducloux: primer doctor en química de Argentina, decano de la Facultad de Ciencias Químicas de la Universidad de Nacional de La Plata.
- Federico Christmann: médico cirujano.
- Florentino Ameghino: paleontólogo, zoólogo, geólogo y antropólogo.
- Juan Vucetich: antropólogo y policía, creador de un sistema de identificación de personas por sus huellas dactilares.
- Juana Cortelezzi: geóloga argentina, especialista en mineralogía.
- José María Mainetti: médico cirujano y oncólogo, fundador del Centro Oncológico de Excelencia en Gonnet.
- Justo Laborde: médico y filántropo.
- Lilia Esther Chaves de Azcona: antropóloga del Museo de La Plata.
- Manuel Estiú: médico.
- Margrete Heiberg Bose: física de origen danés.
- María Amelia Torres: botánica argentina, especialista en poáceas.
- Noel H. Sbarra: médico pediatra, docente y escritor.
- Numa Tapia: ingeniero, director del Observatorio Astronómico de La Plata.
- Pedro Domingo Curutchet: médico cirujano residente en la Casa Curutchet, diseñada por el arquitecto suizo Le Corbusier.
- Raúl Adolfo Ringuelet: naturalista y zoólogo del Museo de La Plata.
- Sarah Cortelezzi: geóloga argentina, especialista en mineralogía.
- Tebaldo Ricaldoni: ingeniero e inventor de origen uruguayo.
- Samuel Lafone Quevedo: industrial, humanista, arqueólogo, etnógrafo y lingüista. Fue el segundo director del Museo de La Plata.
- Teófilo Isnardi: físico.
- Vilma G. Rosato: bióloga argentina, especialista en líquenes.
- Walther Schiller: geólogo alemán y consumado andinista, de gran trayectoria en la Argentina, en especial en la Universidad Nacional de La Plata.

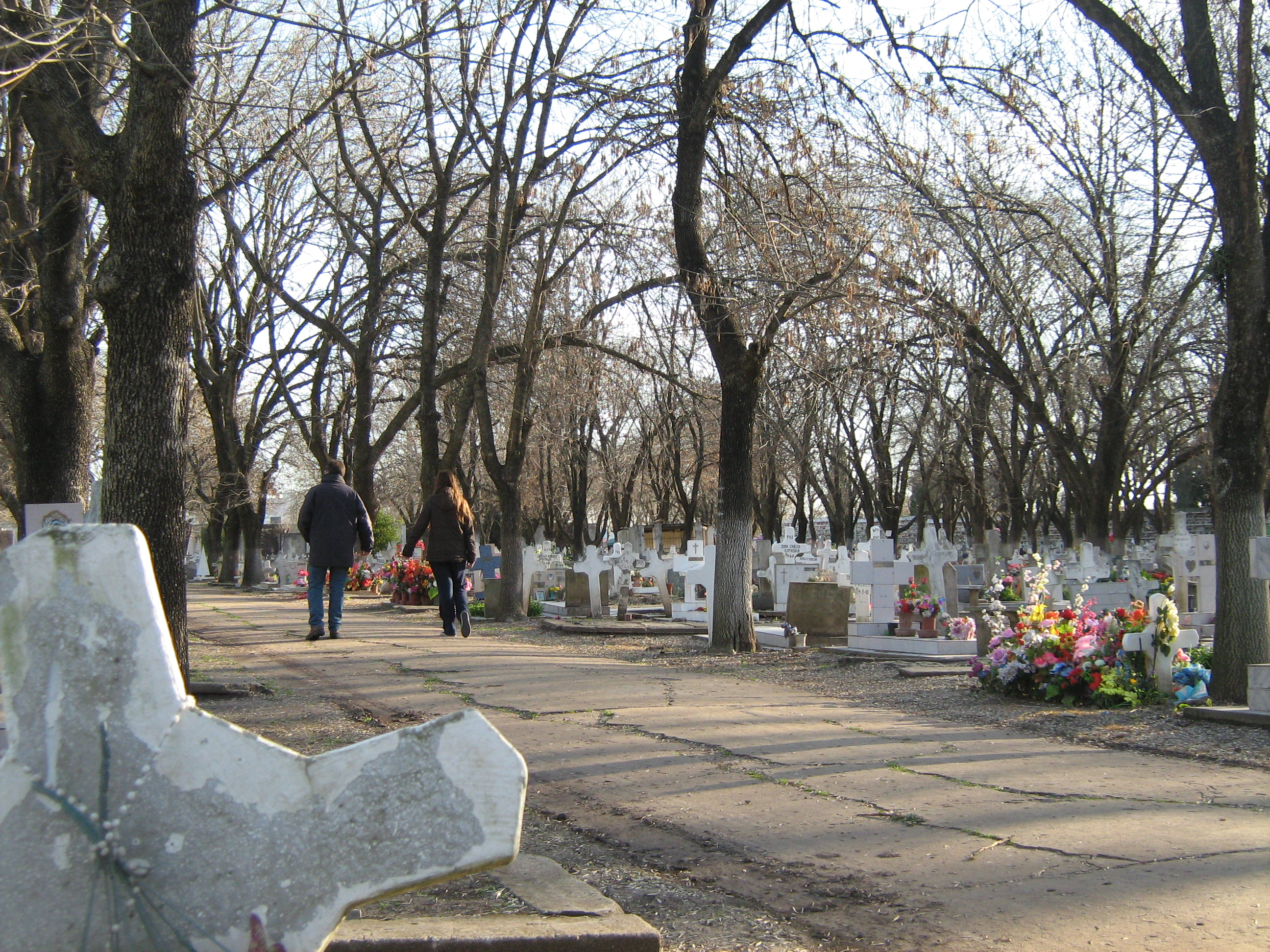
Arboleda del cementerio.

### Políticos
- Alejandro Korn: médico, psiquiatra, filósofo, reformista, maestro y político.
- Alfredo Calcagno: pedagogo, político y escritor argentino.
- Anselmo Marini: político, dirigente de la Unión Cívica Radical y gobernador de la Provincia de Buenos Aires entre 1963-1966.
- Arturo A. Arturi: dirigente de la Unión Cívica Radical.
- Arturo Sampay: jurista, constitucionalista y docente, ideólogo de la Constitución Argentina de 1949.
- Carlos D'Amico: abogado, político y escritor. Gobernador de Buenos Aires entre 1884-1887.
- Carlos Sánchez Viamonte: abogado, dirigente del Partido Socialista y diputado nacional entre los años 1940 y 1943.
- Edgardo J. Míguez: diputado nacional, senador provincial, vicegobernador y gobernador de la provincia de Buenos Aires
- Enrique Valentín Galli: abogado, profesor universitario y ministro de la Corte Suprema de Justicia de Argentina.
- Ezequiel de la Serna: militar y político, gobernador de la Provincia de Buenos Aires entre 1912-1913.
- Luis María Berro: dos veces intendente de La Plata.
- Juan Carlos Chaumeil: tres veces intendente de La Plata.
- Juan Francisco Jáuregui:  maestro, profesor, director y funcionario de la Dirección General de Escuelas.
- Juan Isaac Cooke: abogado, diplomático y político que trabajó como diputado nacional, ministro de relaciones exteriores y embajador en Brasil.
- Luis María Doyhenard: diputado nacional, jefe de la policía e intendente de La Plata.
- Luis Monteverde: ingeniero y político. Gobernador de Buenos Aires entre 1921-1922.
- Manuel H. Langenheim: presidente de la Suprema Corte de Justicia.
- Pedro F. Gibert: diputado bonaerense por la Unión Cívica Radical en el período 1918-1922.
- Rafael Hernández: político y periodista, fundador de la Universidad Nacional de La Plata y hermano del poeta José Hernández.
- Ramón Lascano: político, abogado y procurador general de la Nación.
- Raúl Díaz: diputado nacional, vicegobernador y gobernador de la provincia de Buenos Aires.
- Ricardo Balbín: político y abogado, presidió la Unión Cívica Radical.
- Sergio Karakachoff: dirigente estudiantil, abogado, periodista y político. Miembro de la Unión Cívica Radical y fundador de Franja Morada.
- Tomás Braulio Platero: político, fundador de la Unión Cívica Radical.

### Militares
- Eduardo Aníbal Estivariz: capitán de corbeta que participó del golpe de Estado en septiembre de 1955.
- José Yalour: Capitán de Navío de la Armada Argentina, gobernador de la Provincia de Formosa.
- Juan José Valle: Teniente General del Ejército Argentino, encabezó la sublevación cívico-militar contra la dictadura militar autodenominada Revolución Libertadora el 9 de junio de 1956.
- Luis Burela: teniente coronel argentino, que luchó en la guerra gaucha.
- Manuel Hornos: militar de la guerra del Paraguay.

### Deportistas
- Aníbal Tarabini: futbolista del club Estudiantes de La Plata, Club Atlético Boca Juniors y Club Atlético Independiente.
- Carlos Maderna: ajedrecista argentino, bicampeón nacional.
- Francisco Varallo: futbolista y entrenador, uno de los máximos goleadores del Club Atlético Boca Juniors.
- José María Silvero: futbolista y entrenador, jugó en Estudiantes de La Plata y el Club Atlético Boca Juniors.
- Juan Iliesco: ajedrecista argentino de origen rumano.
- Julio Mocoroa: boxeador.
- Evaristo Delovo: futbolista argentino. Jugó de Back izquierdo en Gimnasia y Esgrima La Plata

### Empresarios
- Francisco Ctibor: ingeniero checo fundador de la fábrica de ladrillos Ctibor.
- Luis Tiberti: empresario y filántropo.
- Mariano Mangano:  empresario inmobiliario y de la construcción, dirigente de fútbol y presidente del Club Estudiantes de La Plata.
- Miguel Campodónico: comerciante italiano dueño del Molino Campodónico.
- Oreste Santospago: empresario de la construcción.

### Otros
- Alicia Zubasnabar de De la Cuadra: activista de derechos humanos, fundadora y primera presidenta de la Asociación Abuelas de Plaza de Mayo.
- Aurelio Arévalo: fundador y primer presidente de La Fraternidad, sindicato argentino de conductores de locomotoras y trenes.
- Diego Jacinto Arana: fundador del Club de Gimnasia y Esgrima La Plata, primo y cuñado del gobernador Dardo Rocha.
- Dirck Kloosterman: ingeniero y dirigente sindical, secretario general del Sindicato de Trabajadores Mecánicos (SMATA) perteneciente a la CGT.
- Guillermo Lázzaro: locutor de radio y conductor de TV de los programas Buenas tardes, mucho gusto y El club de Hijitus.
- Juan Carmelo Zerillo: farmacéutico y presidente del Club de Gimnasia y Esgrima La Plata.
- Juan Manuel Palacios: sindicalista y exlíder de la UTA.

## Monumentos, bóvedas y panteones destacados

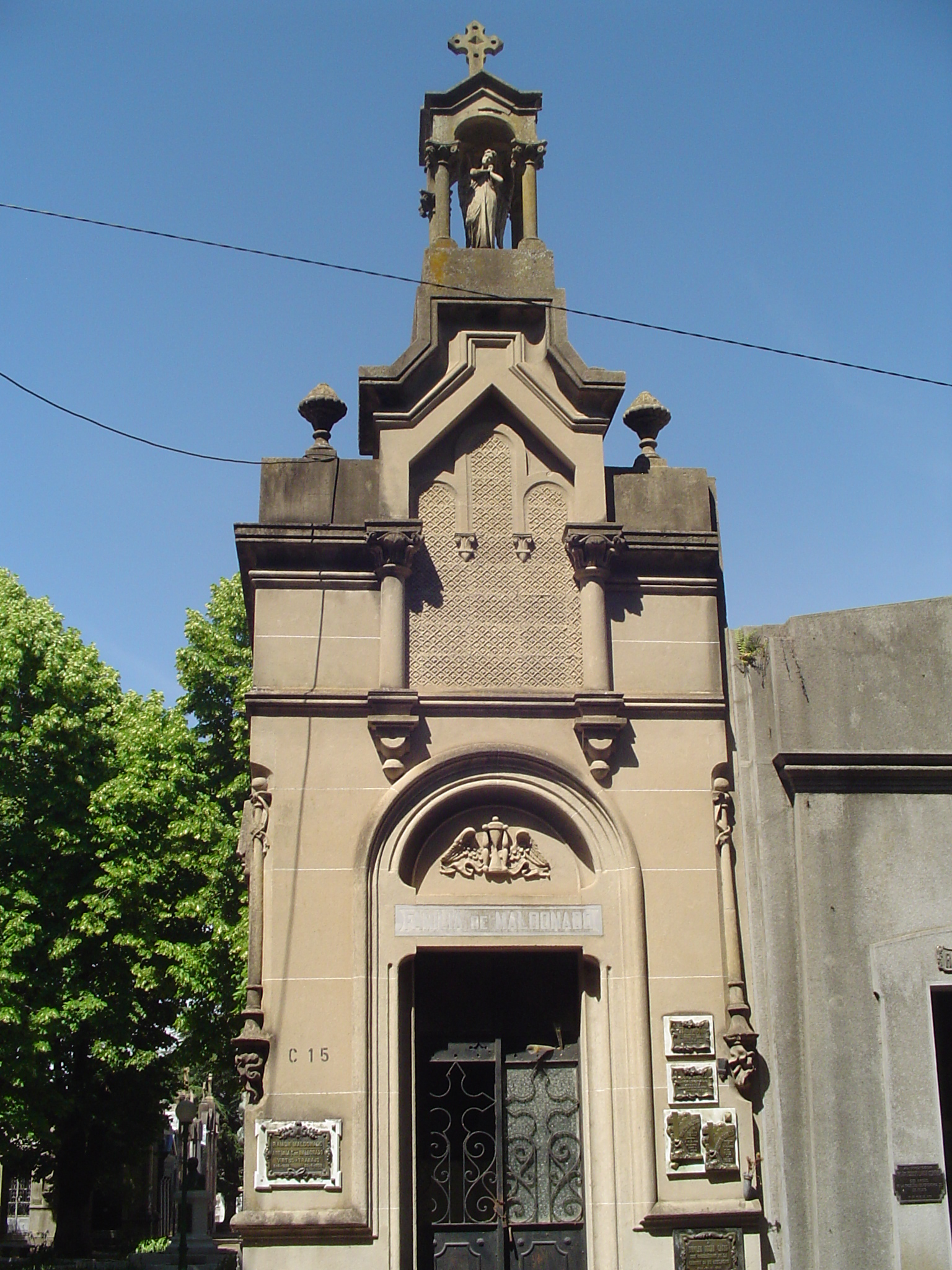
Bóveda Maldonado

Entre los monumentos más vistosos se ha de mencionar la bóveda de Victorio Berisso, las bóvedas de las familias Salza, Trebucco y Pagés (en estilo egipcio), las tumbas de Almafuerte y "Pepe" Podestá, el cenotafio en recuerdo de los caídos el 9 de junio de 1956, y la muy ornamentada bóveda comunal de la Societá Unione y Fratellanza. 
En el centro del casco del cementerio se encuentran los restos de Florentino Ameghino, cuyo sepulcro es el único del cementerio que fue declarado como Lugar de Interés Histórico por la Comisión Nacional de Monumentos, de Lugares y de Bienes Históricos, a través del Decreto 2755 del 31 de diciembre de 1980.
En 1996 la Municipalidad de La Plata, junto a organismos defensores de los derechos humanos, inauguró en el sector M de bóvedas el Monumento a los Desaparecidos y No Identifcados. En 2010, también se erigió en el ingreso al cementerio un mausoleo destinado a los desaparecidos identificados.
Entre las organizaciones que poseen bóvedas comunales, se halla el Panteón Naval; el de la Asociación de Maestros; Círculo de Periodistas; Sociedad de Socorros Mutuos de Policía; Servicio Penitenciario; Personal del Ejército; La Protectora S.S.M.; Sociedad Tipográfica; Sociedad Unione e Fratellanza y Sociedad Unione Operai Italiani. A su vez existen panteones de nichos pertenecientes a la Curia Platense, conocidos como Panteones del Clero.

## Circuitos temáticos de visitas guiadas
Desde la administración del cementerio, en conjunto con el Ente Municipal de Turismo (EMATUR), se promocionan cuatro circuitos temáticos.

### Antiguas huellas masónicas
En la necrópolis platense se encuentran las construcciones funerarias de importantísimos integrantes de la masonería argentina. La asociación del estilo neoclásico y el simbolismo masónico en la iconografía de las grandes bóvedas son un claro indicador de la presencia de esta sociedad secreta que marcó el despertar de la ciudad.

### Circuito histórico
Aquí yacen los restos de importantes figuras de la sociedad platense del siglo XIX y XX, así como personajes reconocidos de la ciudad y del país, integrantes de sociedades de inmigrantes, poetas, industruales, políticos, figuras del deporte. Se muestran también lugares que evocan la memoria y la reflexión.

### Circuito artístico
El Cementerio de La Plata posee una excelente muestra de la producción artística desde fines del siglo XIX hasta nuestros días, con destacados ejemplos de arquitectura neoclásica, art nouveau y art decó, esculturas, mosaicos, vitrales y cerramientos que lo han convertido en un verdadero museo al aire libre.

### Circuito religioso
Un amplio recorrido por las manifestaciones religiosas en todas sus formas, las representaciones marianas, los ángeles protectores, iconografía e imágenes del cristianismo, símbolos y estilos que conforman el universo religioso del cementerio.

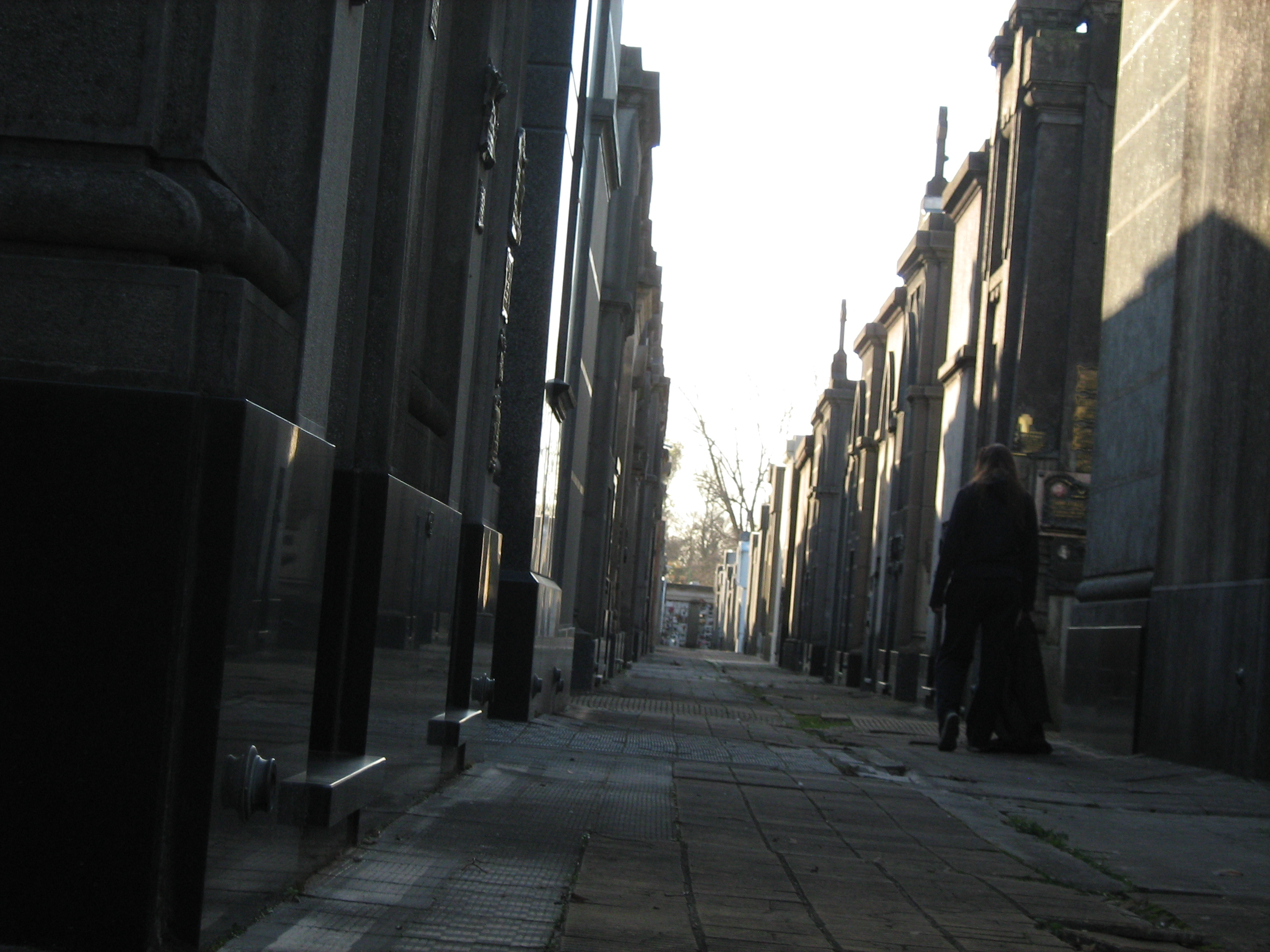
Pasillo entre bóvedas.

## La Capilla del Santo Cristo
A principios de la década de 1930 fue bendecida la iglesia del Cementerio de La Plata, con la obra aún inconclusa. Se le impuso el nombre de Iglesia de Jesús Crucificado en la ceremonia de bendición de la campanada donada por la familia de Domingo Tortonese.
Durante a década siguiente se le cambia el nombre a Iglesia del Santo Cristo para el templo de estilo neorrománico erigido en avenida 72 y 131, obra del arquitecto Roberto Ciocchini.
En 1965 se bendice el altar. Más tarde los padres teatinos terminan los revoques internos, hacen una casa y salón parroquial, que más tarde sería demolido para la construcción del panteón del clero.

## Cementerio Israelita
El Cementerio Israelita depende de la Asociación Mutual Israelita Argentina de La Plata, a quien la Municipalidad de La Plata le otorgó el predio en concesión. Con una entrada independiente sobre la avenida 72, tiene 180 metros de frente y 80 de fondo. Fue abierto al público el 9 de noviembre de 1913, cuando los restos depositados en el cementerio general fueron trasladados a este camposanto. En 1927 se reglamentó oficialmente su uso, y entre los años 1966 y 1967 fue ampliado y remodelado. Contiene aproximadamente 1700 tumbas en tierra.

## Polémicas y controversias
- Durante el gobierno militar (1976 - 1983), la ciudad de La Plata se convirtió en un foco de violencia y el cementerio de La Plata fue usado para enterrar cadáveres de personas no identificadas. Durante el juicio a Miguel Etchecolatz, el excamillero Juan Carlos Piedra declaró: “A mí me tocó llevar cuerpos N. N. en varias oportunidades al cementerio de La Plata”.[10] En 1999 Juan Vukov, jefe de departamento del Cementerio de La Plata durante la dictadura, confirmó que se enterraban cuerpos NN de víctimas de la represión ilegal, pero negó la existencia de fosas comunes.[11]
- En mayo del 2007, directivos del cementerio declararon que a pesar de la construcción de nuevos nichos, el cementerio se está quedando sin espacio y que llegará el momento en que no habrá más lugar.[1]
- En enero del 2008, las autoridades dispusieron que los visitantes del cementerio no puedan ingresar con pantalones cortos, bermudas ni sandalias, una medida que generó airadas críticas.[12]
- En febrero de 2024, la Justicia penal bonaerense reveló el hallazgo de 500 féretros y 200 bolsas con restos óseos en los galpones del cementerio, la mayoría sin identificación alguna, y anunció que se investigará posibles delitos cometidos en relación con este hallazgo.[13]